# Azimuth (recirculator)
Azimuth este numele unui aparat recirculator autonom de respirat sub apă, fabricat  în anul 1999 de firma producătoare de echipament de scufundare Mares din Italia.

Recirculatorul Azimuth funcționează în circuit semiînchis cu debit constant și este asemănător în construcție și funcționare cu aparatele Dräger Ray, Dräger Dolphin, Atlantis I, Submatix.
Azimuth a fost conceput special pentru scufundări cu caracter sportiv (scufundări la epave, scufundare în peșteri, fotografiere subacvatică, filmare subacvatică, explorare), până la adâncimea de 33 m utilizând amestecuri respiratorii Nitrox prefabricate de 32%, 40% și 50%  concentrație de oxigen:
Pentru fiecare amestec Nitrox ales, scafandrul trebuie să calibreze la începutul scufundării, cu ajutorul unui debitmetru, debitul pentru amestecul Nitrox respectiv:
Aparatul este prevăzut cu două butelii ce pot fi încărcate cu două amestecuri diferite de Nitrox, unul pentru coborâre, urcare și eventual decompresie, iar celălalt pentru adâncimea maximă a scufundării. Comutarea se face de către scafandru prin intermediul unui comutator special.

## Date tehnice
- Capacitate sac respirator: 2 x 6 l
- Capacitate canistră cu absorbant de CO2: 2,35 kg de Sodalime; durata de scufundare: 2,5 ore (Nitrox 32%) și 4 ore (Nitrox 60%)
- Butelii: 2 x 10 l fiecare încărcate la presiunea de  200 bar
- Temperatura optimă a apei: -1° …35 °C
- Greutate: 27 kg cu absorbant, flotabilitate neutră în apă
- Certificare CE.

Varianta Azimuth AF comercializată din anul 2002 în UE, folosește și amestec Trimix și poate fi utilizat până la adâncimea maximă de 120 m în funcție de amestec.